# 蜂屋誠一
蜂屋 誠一（はちや せいいち、1969年4月26日 - ）は日本の児童文学作家、映像プロデューサーである。神奈川県横浜市出身。聖光学院中学校・高等学校、成蹊大学文学部英米文学科卒業。

## 来歴・人物
まだ中学3年生であった1985年1月に執筆した『タイム・ウォーズ』が毎日児童小説特別賞を受賞。同年『タイム・ウォーズ』が毎日中学生新聞の連載小説として採用され、作家としてデビューする。その後も高校・大学に通いながら作家活動を続けたが、大学卒業後しばらくして作家活動から引退する。
大学卒業後の1993年にアスミックに入社。主に劇場配給映画の買付・宣伝を手がける。1999年に角川書店に出向・入社してからはプロデュースをメインに活動、『ちっちゃな雪使いシュガー』、『キディ・グレイド』などのプロデューサーを担当、一時アニメ宣伝に転じつつも2007年頃からプロデューサー業に戻っている。担当作品のイベント司会を務めることも多い。
2013年からはアニメ担当から離れ、実写担当に異動しジャッキー・チェン映画の日本語版の公開を担当した後は、KADOKAWAのアニメ関連のイベント業務を担当していた。

## 作風
一貫してファンタジーSFを書き続けた。舞台設定は、日本の民話を題材にしたり、近未来を題材にしたりと幅広い。
また、『ジャパニーズ・ドリーム』の主人公を「実相寺烈（じっそうじ れつ）」（ウルトラシリーズなどに携わった映画監督の実相寺昭雄と『宇宙刑事ギャバン』の主人公・ギャバンこと一条寺烈の合成）と名付けたり『ギャレット・ワイバン』シリーズの主人公を「流星剣（ながれ せいけん）」（『超人機メタルダー』の主人公・メタルダーこと剣流星のもじり）と名付けたりするなど、特撮ファンであることも窺わせる。

## エピソード
- 『タイム・ウォーズ』は、本来は毎日児童小説中学生部門の最優秀賞を受賞する予定であったが、高額の賞金であったため、受賞直前に当時通っていた中学校から「別の方法はとれないか」とクレームがつき、賞金抜きの特別賞に変わったという経緯がある[1]。
- 2007年にプロモーションを担当したテレビアニメ『らき☆すた』21話に、蜂屋自身をモデルにした蜂屋せいいちというキャラクター（声：立木文彦）が登場している。
- 2010年放送の『天体戦士サンレッド』41話（第2期15話）で声優として出演。ゲストキャラクターのカピバラ型怪人・バラピを演じた。

## 作品
- タイム・ウォーズ （1985年）
- ジャパニーズ・ドリーム （1988年）11月　偕成社　ISBN 4-03-635400-0
- スターライト・キッズ （1990年）
- 未知なる地平 - ギャレット・ワイバン （1990年）
- 冒険者への鎮魂歌 - ギャレット・ワイバン （1991年）
- 妖精戦士フェアリーナイト （1993年）

## プロデュース・宣伝作品

### アニメーション
- 宝魔ハンターライム（1996年）企画
- 無敵王トライゼノン（2000年）アシスタントプロデューサー
- 魔法戦士リウイ（2001年）プロデューサー
- ちっちゃな雪使いシュガー（2001年）プロデューサー
- X（TVアニメ）（2001年）アシスタントプロデューサー
- サクラ大戦 活動写真（2001年）宣伝
- スレイヤーズぷれみあむ（2001年）プロデューサー
- 劇場版アニメ『デ・ジ・キャラット 星の旅』（2001年）アシスタント・プロデューサー
- OVA機甲兵団 J-PHOENIX（2002年）プロデューサー
- パルムの樹（2002年）宣伝プロデューサー
- 千年女優（2002年）宣伝プロデューサー
- こすぷれCOMPLEX（2002年）プロデューサー
- キディ・グレイド （2002年-2003年）プロデューサー
- スクラップド・プリンセス（2003年）協力プロデューサー
- D・N・ANGEL（2003年）宣伝
- まぶらほ　（2003年）宣伝
- クロノクルセイド（2003年）宣伝プロデューサー
- フルメタル・パニック?ふもっふ （2003年）広報
- GIRLSブラボー first season（2004年）広報
- 忘却の旋律（2004年）宣伝
- トリニティ・ブラッド（2005年）宣伝
- GIRLSブラボー Second season（2005年）広報
- 涼宮ハルヒの憂鬱（2006年版）（2006年）プロモーション
- N・H・Kにようこそ!（2006年）プロモーション
- らき☆すた（2007年）プロモーション
- ムシウタ（2007年）広報・宣伝プロデューサー
- レンタルマギカ（2007-2008年）宣伝
- H2O -FOOTPRINTS IN THE SAND-（2008年）プロデューサー
- 我が家のお稲荷さま。（2008年）プロデューサー
- 鋼殻のレギオス（2009年）プロデューサー
- そらのおとしもの（2009年）プロデューサー
- おまもりひまり（2010年）プロデューサー
- そらのおとしものf(フォルテ)（2010年）プロデューサー
- これはゾンビですか?（2011年）プロデューサー
- 劇場版そらのおとしもの時計じかけの哀女神（2011年）プロデューサー
- いつか天魔の黒ウサギ（2011年）プロデューサー
- これはゾンビですか? オブ・ザ・デッド（2012年）プロデューサー
- えびてん 公立海老栖川高校天悶部（2012年）プロデューサー